# Lonicera oblongifolia
Lonicera oblongifolia är en kaprifolväxtart som först beskrevs av John Goldie, och fick sitt nu gällande namn av William Jackson Hooker. Lonicera oblongifolia ingår i släktet tryar, och familjen kaprifolväxter. Utöver nominatformen finns också underarten L. o. oblongifolia.